# Johannes Hain
Johannes Hain (* 31. Oktober 1985) ist ein deutscher Fußballspieler. Der zentrale Mittelfeldspieler spielte den Großteil seiner Karriere beim TSV 1880 Wasserburg, wo er diese 2022 auch beendete.

## Leben
Hain wuchs zusammen mit seinem Bruder Maximilian Hain in der Gemeinde Eiselfing auf. Seine Eltern Inge und Hans Hain unterstützen ihn schon früh bei seiner Leidenschaft, dem Fußball. Nach dem Abitur studierte er Lehramt an der LMU in München. Später promovierte Johannes Hain im Fach englische Literatur. Er unterrichtet als Lehrer am Luitpold-Gymnasium Wasserburg am Inn.

## Karriere
Hain begann das Fußballspielen beim TSV Eiselfing und setzte seine Karriere 2003 bei der A-Jugend des TSV 1880 Wasserburg fort. Zur Saison 2010/11 wechselte er gemeinsam mit seinem Bruder Maximilian zum TSV Buchbach. Der Höhepunkt seiner Karriere war der Wechsel zu Strømmen IF in die zweite norwegische Liga. 2015 ging Hain  wieder zurück zu seinem Jugendverein Wasserburg, wo er bis 2022 spielte. Dort trug er die Rückennummer #16. Mit dem TSV 1880 Wasserburg stieg er bis in die Bayernliga auf.
Er absolvierte insgesamt 153 Fußballspiele.
Nach seinem Karriereende ist er ehrenamtlich als Integrationsbeauftragter und Social Media Koordinator für den TSV 1880 Wasserburg tätig.